# 托坎廷斯州阿希沙
托坎廷斯州阿希沙（葡萄牙語：Axixá do Tocantins）是巴西托坎廷斯州的一个市镇。总面积150.214平方公里，总人口10262人，人口密度66.84人/平方公里。该地的平均月薪是最低月薪的2.2倍。就业人口占总人口的8.4%。与该州的139个城市中，分别排名第6位和第102位，在全国的5570的城市中，分别排名第1264位和第4457位。